# Postranní vozík

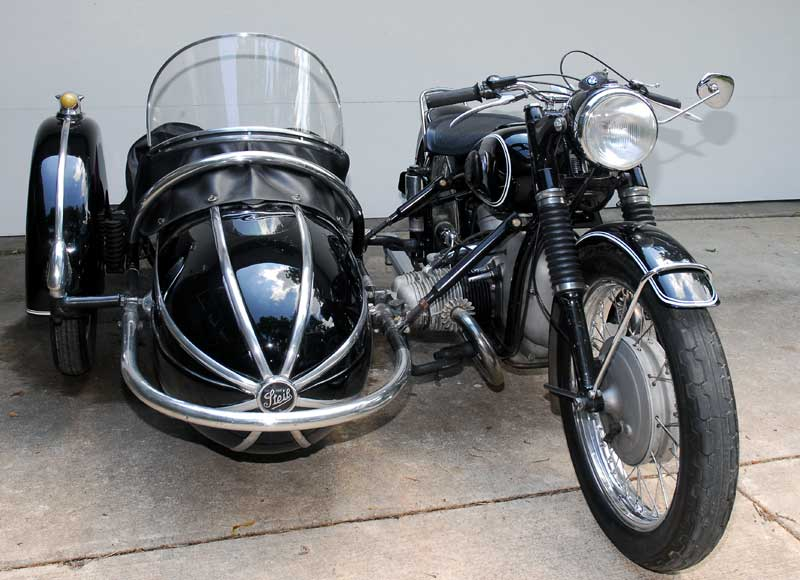
Motocykl 1954 BMW R68 se sajdkárou Steib

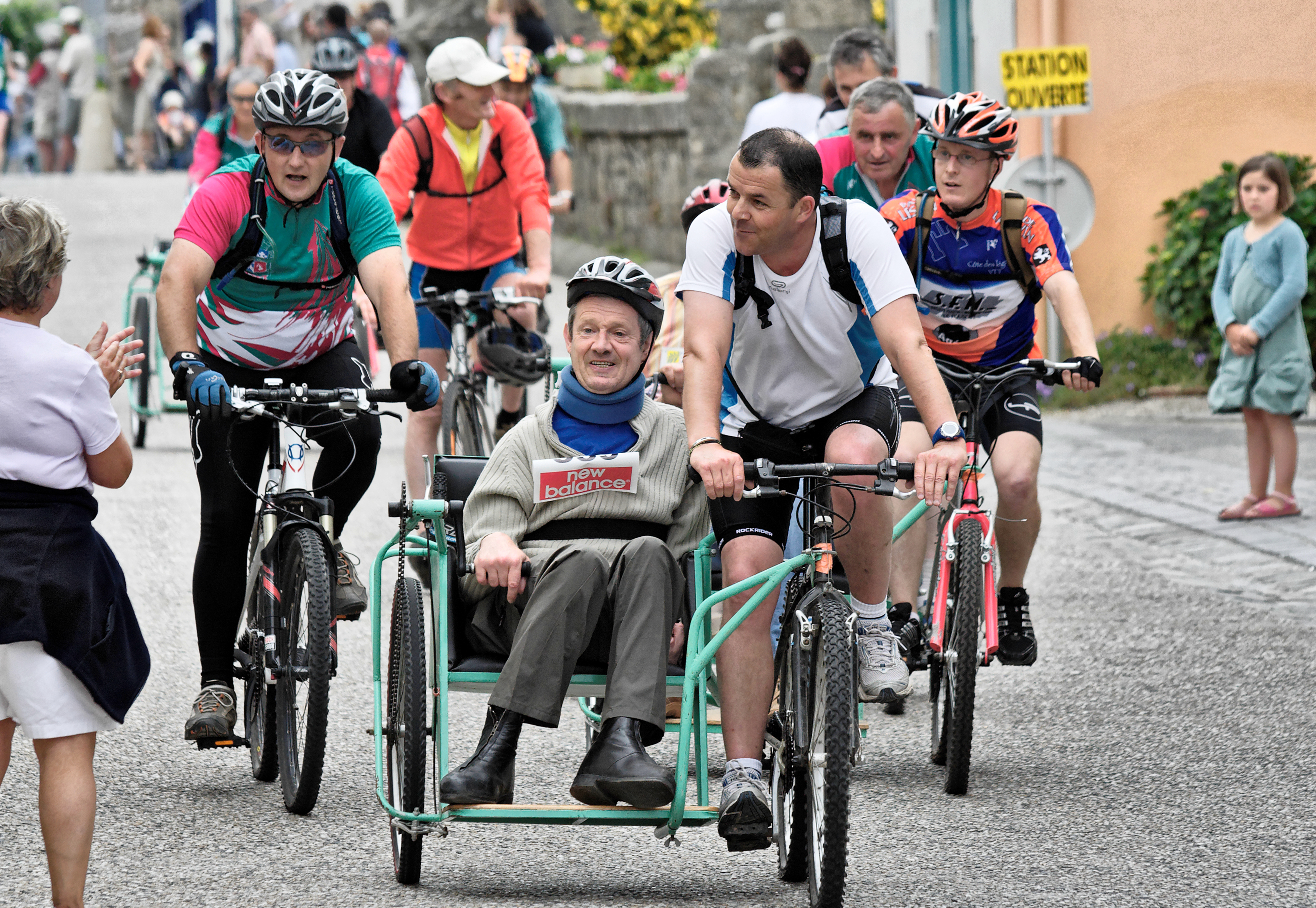
Sajdkára u jízdního kola

Postranní vozík (lidově sajdkára z anglického Sidecar) je přípojný vozík k motocyklu nebo jízdnímu kolu, sloužící pro přepravu osoby či nákladu. Sajdkár bylo Němci hojně využíváno v druhé světové válce, protože motocykl s postranním vozíkem byl způsobilý překonávat za krátký čas velké vzdálenosti.
U některých strojů byla poháněna obě zadní kola, tedy jak kolo u motocyklu, tak i kolo u sajdkáry.